# راؤول فيلدر
راؤول فيلدر (بالإنجليزية: Raoul Felder)‏ هو محامي أمريكي، ولد في 13 مايو 1939 في بروكلين في الولايات المتحدة.